# شاسهاگن
شاسهاگن (به آلمانی: Schashagen) یک شهر در آلمان است که در استهلشتاین واقع شده‌است. شاسهاگن ۲٬۵۲۹ نفر جمعیت دارد.